# USS Shark (SSN-591)
El USS Shark (SSN-591) fue un submarino nuclear de la clase Skipjack que sirvió en la Armada de los Estados Unidos entre 1961 y 1990.

## Historia
Ordenado el 31 de enero de 1957, fue iniciado en el Newport News Shipbuilding and Dry Dock Co. (Virginia) el 24 de febrero de 1958 y botado el 16 de marzo de 1960, para ser finalmente asignado el 9 de febrero de 1961. Pasó al retiro el 15 de septiembre de 1990.